# Alla ricerca della Valle Incantata 10 - La grande migrazione
Alla ricerca della Valle Incantata 10 - La grande migrazione (The Land Before Time X: The Great Longneck Migration) è il decimo film della serie Alla ricerca della Valle Incantata.

## Trama
Piedino e i suoi nonni fanno uno strano sogno in cui vedono il Grande Cerchio schiantarsi sulla Terra e che tutti i tipi di Collo Lungo stanno andando verso un posto speciale. Non appena si svegliano, il nonno decide che lui, la nonna e Piedino devono partire per questo fantastico viaggio in quanto, benché non sapendo la destinazione, ne sono attratti. Quel mattino, Piedino saluta Tricky, Ducky, Petrie e Spike e si incammina con i nonni; tuttavia i suoi amici sentono già la sua mancanza, e così decidono di seguirli nel loro viaggio.
Durante l'attraversamento di una palude, Piedino è quasi sul punto di essere divorato da un Sarcosuchus quando viene salvato da Sue, una femmina di Collo Lungo Supersaurus che si unisce a loro nel viaggio. Più tardi, anche Tricky, Ducky, Petrie e Spike attraversano la palude e riescono momentaneamente a bloccare il Sarcosuchus per poi raggiungere l'altra riva e addormentarsi.
Il mattino dopo scoprono che hanno dormito accanto a un Denti Aguzzi (Daspletosaurus), che non appena si sveglia cerca di divorarli, ma il piccolo gruppo si nasconde facendo perdere al carnivoro le loro tracce; fanno anche la conoscenza di un anziano Collo Lungo di nome Pat, che rivela il significato dei sogni riguardo al Grande Cerchio: secondo la leggenda si narra che il Cerchio della notte, invidioso del fatto che non era molto luminoso del Grande Cerchio, e che tutti dormivano quando brillava nel cielo notturno, mentre erano svegli quando c'era il Grande Cerchio, decise di gettarlo sulla Terra; ma un branco di Colli Lunghi - grazie proprio al loro collo - riuscirono a fermare la caduta e a rimettere il Grande Cerchio nel cielo.
Dopo aver ascoltato la storia, Tricky, Ducky, Petrie e Spike decidono di accompagnarlo al grande raduno dei Colli Lunghi perché sanno che così troveranno Piedino; durante l'attraversamento di una zona magmatica, però, Pat si ustiona lievemente la zampa sinistra posteriore. Intanto, Piedino, i Nonni e Sue (ai quali si sono aggiunti altri Colli Lunghi) arrivano nel posto prestabilito, ovvero un enorme cratere dentro il quale ci sono tutti i Colli Lunghi della Terra.
Piedino fa subito la conoscenza scontrosa di Shorty, un Collo Lungo Brachiosaurus suo coetaneo che comincia a punzecchiarlo; Piedino viene salvato da un adulto di nome Bron che allontana Shorty; quando i due cominciano a fare confidenza, arriva il Nonno che, vedendo Bron, rimane sorpreso della sua presenza e confessa a Piedino che lui è suo padre; all'inizio, sconvolto da questa improvvisa rivelazione, Piedino fugge via, ma viene raggiunto da suo padre che gli racconta tutta la verità: quando viveva ancora con la madre di Piedino sapeva che sarebbe dovuto nascere in un luogo mite, a causa dei continui sconvolgimenti ambientali che imperversavano nel mondo, così si mise in viaggio per trovare un posto migliore; ma quando ritornò, al posto del loro nido trovò un gigantesco crepaccio, creato dal devastante terremoto del primo film.
Poi qualcuno gli raccontò di lei e del suo incontro con il Denti Aguzzi, ma non avendo notizie del cucciolo che era con lei decise di proseguire ancora le ricerche. Col tempo incontrò Shorty insieme ad altri cuccioli di Colli Lunghi, e anche altri adulti, e insieme formarono un branco con lui come leader. Rassicurato da ciò, e potendo finalmente vedere suo padre, Piedino passa subito dei bei momenti insieme a Bron. Tuttavia, sente che Shorty si sente trascurato, in quanto Bron è l'unico che si è preso cura di lui, a differenza degli altri cuccioli che sono stati adottati dai membri del branco.
Piedino decide così di rassicurarlo in quanto, in un certo senso, loro sono come dei fratelli. Sentendo le parole di uno che l'ha finalmente accettato, Shorty si riconcilia con Piedino, quando vengono raggiunti da Tricky, Ducky, Petrie e Spike, con la compagnia di Pat, con alle calcagna un altro Denti Aguzzi come quello della palude. In quel momento, a soccorrerli, interviene Bron, ma arriva anche il Denti Aguzzi incontrato nella palude affiancato da un altro; a dare loro man forte arrivano anche i Nonni che, nonostante l'età, riescono a trattenere i feroci carnivori. In quel momento, l'evento per cui i Colli Lunghi sono lì si presenta: il Cerchio della notte, di colore nero, sta per gettare il Grande Cerchio sulla Terra, e i Colli Lunghi si posizionano ai margini del cratere e indirizzano i loro colli per fermare la caduta, mentre i Denti-Aguzzi, terrorizzati dall'avvenimento, si danno alla fuga.
Fortunatamente, si scopre che il fenomeno è un'eclissi solare che, tuttavia, a causa della forte luce emessa non fa capire la verità ai Colli Lunghi, felici credendo di aver salvato la Terra; alla vista di ciò, i Denti Aguzzi battono in ritirata. A questo punto, tutti i Colli Lunghi decidono di ritornare a casa. Tuttavia, Piedino è indeciso: non vuole perdere di nuovo suo padre, ma neanche i Nonni e i suoi amici; alla fine, Piedino sceglie di rimanere insieme a loro, promettendo, però, al padre che un giorno si sarebbero rincontrati. Bron, felice della scelta di suo figlio, guida il suo branco con a fianco Shorty, mentre Piedino, insieme ai suoi amici, ai Nonni e a Pat, ritorna nella Valle Incantata.

## Home Video
In Italia, il film è stato distribuito in VHS e DVD dalla Universal Pictures Home Entertainment il 23 settembre 2004.

## Doppiaggio
| Personaggio     | Doppiatore originale | Doppiatore italiano |
| --------------- | -------------------- | ------------------- |
| Piedino         | Alec Medlock         | Sonia Mazza         |
| Ducky           | Aria Noelle Curzon   | Debora Magnaghi     |
| Petrie          | Jeff Bennett         | Davide Garbolino    |
| Spike           | Rob Paulsen          |                     |
| Tricky          | Anndi McAfee         | Jasmine Laurenti    |
| Padre di Tricky | John Ingle           | Marco Balzarotti    |
| Nonna           | Miriam Flynn         | Annamaria Mantovani |
| Nonno           | Kenneth Mars         | Antonio Guidi       |
| Shorty          | Brandon de Paul      | Patrizia Mottola    |
| Pat             | James Garner         | Enrico Bertorelli   |
| Sue             | Bernadette Peters    | Donatella Fanfani   |
| Bron            | Kiefer Sutherland    | Massimiliano Lotti  |
| Narratore       | John Ingle           | Maurizio Scattorin  |